# Masalit
Masalit (masara på masalit, ماساليت på arabiska) är en folkgrupp som huvudsakligen bor i Sudan och Tchad. I Sudan finns de främst i Jebel Marra i centrala Darfur i västra Sudan, och i regionen Ouaddaï i östra Tchad. Där utgör de även en afrikansk ursprungsbefolkning. De talar språket masalit, som är ett nilo-sahariskt språk. 